# Goksuv
Goksuv (en rus: Гоксув) és un poble de la república del Daguestan, a Rússia. Segons el cens del 2010 tenia 749 habitants.